# غيفتي منساه
غيفتي منساه (بالإنجليزية: Gifty Mensah) هي لاعبة كرة الريشة غانية، ولدت في 7 أكتوبر 1998 في Jamestown/Usshertown, Accra ‏.

## وصلات خارجية
- غيفتي منساه على موقع BWF.tournamentsoftware.com (الإنجليزية)
- غيفتي منساه على موقع BWFbadminton.com (الإنجليزية)